# Вальдесамаріо
Вальдесамаріо (ісп. Valdesamario) — муніципалітет в Іспанії, у складі автономної спільноти Кастилія-і-Леон, у провінції Леон. Населення — 221 особа (2010).
Муніципалітет розташований на відстані близько 320 км на північний захід від Мадрида, 33 км на захід від Леона.
На території муніципалітету розташовані такі населені пункти: (дані про населення за 2010 рік)
- Муріас-де-Понхос: 21 особа
- Паладін: 21 особа
- Понхос: 22 особи
- Ла-Утрера: 59 осіб
- Вальдесамаріо: 98 осіб

## Демографія
Динаміка населення (INE ):